# Italië op de Olympische Winterspelen 1988
Tijdens de Olympische Winterspelen van 1988, die in Calgary (Canada) werden gehouden, nam Italië voor de vijftiende keer deel.

## Medailleoverzicht
| Sport       | Olympiër                                                      | Discipline             | Medaille |
| ----------- | ------------------------------------------------------------- | ---------------------- | -------- |
| Alpineskiën | Alberto Tomba                                                 | reuzenslalom (m)       | Goud     |
| Alpineskiën | Alberto Tomba                                                 | slalom (m)             | Goud     |
| Langlaufen  | Maurilio De Zolt                                              | 50 km vrije stijl (m)  | Zilver   |
| Biatlon     | Johann Passler                                                | 20 km (m)              | Brons    |
| Biatlon     | Werner Kiem Gottlieb Taschler Johann Passler Andreas Zingerle | 4x7,5 km estafette (m) | Brons    |

## Deelnemers en resultaten

### Alpineskiën
| Olympiër               | Discipline       | Resultaat | Prestatie                                                                             |
| ---------------------- | ---------------- | --------- | ------------------------------------------------------------------------------------- |
| Ivano Camozzi          | super g (m)      | 10e       | 1.42,66 (+3,00)                                                                       |
| Ivano Camozzi          | reuzenslalom (m) | 4e        | 2.08,77 (+2,40) 1.05,86+1.02,91                                                       |
| Ivano Camozzi          | slalom (m)       | dnf-1     | opgave run 1                                                                          |
| Igor Cigolla           | afdaling (m)     | 31e       | 2.05,85 (+6,22)                                                                       |
| Igor Cigolla           | combinatie (m)   | dns-s1    | niet gestart slalom run 1 afdaling: 1.50,86                                           |
| Carlo Gerosa           | super g (m)      | 26e       | 1.45,82 (+6,16)                                                                       |
| Carlo Gerosa           | reuzenslalom (m) | 17e       | 2.11,65 (+5,28) 1.06,90+1.04,75                                                       |
| Carlo Gerosa           | slalom (m)       | dq-2      | diskwalificatie run 2 53,06+dq                                                        |
| Heinz Holzer           | super g (m)      | 11e       | 1.42,88 (+3,22)                                                                       |
| Heinz Holzer           | reuzenslalom (m) | 27e       | 2.13,28 (+6,91) 1.08,08+1.05,20                                                       |
| Michael Mair           | afdaling (m)     | dnf       | opgave                                                                                |
| Danilo Sbardellotto    | afdaling (m)     | 10e       | 2.02,69 (+3,06)                                                                       |
| Danilo Sbardellotto    | combinatie (m)   | dns-s1    | niet gestart slalom run 1 afdaling: 1.49,57                                           |
| Alberto Tomba          | super g (m)      | dnf       | opgave                                                                                |
| Alberto Tomba          | reuzenslalom (m) | Goud      | 2.06,37 1.03,91+1.02,46                                                               |
| Alberto Tomba          | slalom (m)       | Goud      | 1.39,47 51,62+47,85                                                                   |
| Oswald Tötsch          | slalom (m)       | 8e        | 1.40,55 (+1,08) 52,44+48,11                                                           |
| Oswald Tötsch          | combinatie (m)   | 18e       | 134,14 (+97,59) afdaling: 120,65 p. (1.57,83) slalom: 13,49 p. (1.26,64: 44,32+42,32) |
|                        |                  |           |                                                                                       |
| Nadia Bonfini          | reuzenslalom (v) | dq-1      | diskwalificatie run 1                                                                 |
| Nadia Bonfini          | slalom (v)       | dnf-2     | opgave run 2 51,95+dnf                                                                |
| Paoletta Magoni-Sforza | reuzenslalom (v) | dnf-2     | opgave run 2 1.01,65+dnf                                                              |
| Paoletta Magoni-Sforza | slalom (v)       | 7e        | 1.39,76 (+3,07) 50,42+49,34                                                           |
| Michaela Marzola       | afdaling (v)     | 19e       | 1.28,69 (+2,83)                                                                       |
| Michaela Marzola       | super g (v)      | 7e        | 1.20,91 (+1,88)                                                                       |
| Michaela Marzola       | combinatie (v)   | 10e       | 85,34 (+56,09) afdaling: 23 p. (1.17,95) slalom: 62,34 p. (1.28,22: 43,65+44,57)      |

### Biatlon
| Olympiër                                                           | Discipline             | Resultaat | Prestatie |
| ------------------------------------------------------------------ | ---------------------- | --------- | --- |
| Pieralberto Carrara                                                | 10 km (m)              | 13e       | 26.32,7 (+1.24,6) pen.: 2 (2 + 0)                                                                                           |
| Werner Kiem                                                        | 20 km (m)              | 43e       | 1:04.00,3 (+8.27,0) pen.: 7 (2 + 3 + 1 + 1)                                                                                 |
| Roberto Marchesi                                                   | 10 km (m)              | 33e       | 27.36,7 (+2.28,6) pen.: 2 (0 + 2)                                                                                           |
| Johann Passler                                                     | 10 km (m)              | 8e        | 26.07,7 (+59,6) pen.: 2 (1 + 1)                                                                                             |
| Johann Passler                                                     | 20 km (m)              | Brons     | 57.10,1 (+36,8) pen.: 2 (1 + 0 + 0 + 1)                                                                                     |
| Gottlieb Taschler                                                  | 20 km (m)              | 11e       | 58.53,6 (+2.20,3) pen.: 3 (1 + 1 + 0 + 1)                                                                                   |
| Andreas Zingerle                                                   | 10 km (m)              | 15e       | 26.33,0 (+1.24,9) pen.: 2 (1 + 1)                                                                                           |
| Andreas Zingerle                                                   | 20 km (m)              | dq        | diskwalificatie |
| Team Werner Kiem Gottlieb Taschler Johann Passler Andreas Zingerle | 4x7,5 km estafette (m) | Brons     | 1:23.51,5 (+1.21,5) pen.: 0 20.57,9 pen.: 0 (0 + 0) 21.31,1 pen.: 0 (0 + 0) 20.38,6 pen.: 0 (0 + 0) 20.43,9 pen.: 0 (0 + 0) |

### Bobsleeën
| Olympiër                                                              | Discipline              | Resultaat | Prestatie                                             |
| --------------------------------------------------------------------- | ----------------------- | --------- | ----------------------------------------------------- |
| Alex Wolf Georg Beikircher                                            | 2-mansbob (m) Italië I  | 17e       | 3.59,35 (+5,87) (59,35 / 59,65 / 1.00,32 / 1.00,03)   |
| Ivo Ferriano Stefano Ticci                                            | 2-mansbob (m) Italië II | 19e       | 4.00,14 (+6,66) (58,25 / 1.00,60 / 1.01,08 / 1.00,21) |
| Alex Wolf Pasquale Gesuito Georg Beikircher Stefano Ticci             | 4-mansbob (m) Italië I  | 10e       | 3.49,46 (+1,95) (57,20 / 57,72 / 56,53 / 58,01)       |
| Roberto D'Amico Thomas Rottensteiner Paolo Scaramuzza Andrea Meneghin | 4-mansbob (m) Italië II | 19e       | 3.51,88 (+4,37) (57,69 / 58,65 / 57,50 / 58,04)       |

### Kunstrijden
| Olympiër                      | Discipline | Resultaat | Prestatie                                                        |
| ----------------------------- | ---------- | --------- | ---------------------------------------------------------------- |
| Alessandro Riccitelli         | mannen     | 21e       | 42,0 punten (verpl. figuren: 20 - korte kür: 20 - lange kür: 22) |
| Beatrice Gelmini              | vrouwen    | 11e       | 26,8 punten (verpl. figuren: 15 - korte kür: 17 - lange kür: 11) |
| Lia Trovati Roberto Pelizzola | ijsdansen  | 10e       | 20,0 punten (verpl. dans: 10 - org. dans: 10 - vrije dans: 10)   |

### Langlaufen
| Olympiër                                                             | Discipline            | Resultaat | Prestatie                                           |
| -------------------------------------------------------------------- | --------------------- | --------- | --------------------------------------------------- |
| Marco Albarello                                                      | 15 km klassiek (m)    | 9e        | 42.48,6 (+1.29,7)                                   |
| Marco Albarello                                                      | 30 km klassiek (m)    | 8e        | 1:26.09,1 (+1.42,8)                                 |
| Silvano Barco                                                        | 30 km klassiek (m)    | 38e       | 1:32.41,8 (+8.15,5)                                 |
| Fausto Bormetti                                                      | 50 km vrije stijl (m) | 18e       | 2:10.20,7 (+5.49,8)                                 |
| Maurilio De Zolt                                                     | 15 km klassiek (m)    | 6e        | 42.31,2 (+1.12,3)                                   |
| Maurilio De Zolt                                                     | 50 km vrije stijl (m) | Zilver    | 2:05.36,4 (+1.05,5)                                 |
| Gianfranco Polvara                                                   | 15 km klassiek (m)    | 14e       | 43.08,3 (+1.49,4)                                   |
| Gianfranco Polvara                                                   | 30 km klassiek (m)    | 7e        | 1:26.02,7 (+1.36,4)                                 |
| Gianfranco Polvara                                                   | 50 km vrije stijl (m) | 10e       | 2:08.40,3 (+4.09,4)                                 |
| Giorgio Vanzetta                                                     | 15 km klassiek (m)    | 10e       | 42.49,6 (+1.30,7)                                   |
| Giorgio Vanzetta                                                     | 30 km klassiek (m)    | 5e        | 1:25.37,2 (+1.10,9)                                 |
| Albert Walder                                                        | 50 km vrije stijl (m) | 16e       | 2:09.19,6 (+4.48,7)                                 |
| Team Silvano Barco Albert Walder Giorgio Vanzetta Maurilio De Zolt   | 4x10 km estafette (m) | 5e        | 1:46.16,7 (+2.18,1) 26.47,7 27.26,4 25.53,1 26.09,5 |
|                                                                      |                       |           |                                                     |
| Clara Angerer                                                        | 5 km klassiek (v)     | 24e       | 16.20,4 (+1.16,4)                                   |
| Stefania Belmondo                                                    | 10 km klassiek (v)    | 19e       | 31.47,2 (+1.38,9)                                   |
| Stefania Belmondo                                                    | 20 km vrije stijl (v) | 29e       | 1:01.36,9 (+5.43,3)                                 |
| Gabriella Carrel                                                     | 5 km klassiek (v)     | 42e       | 17.08,8 (+2.04,8)                                   |
| Guidina Dal Sasso                                                    | 5 km klassiek (v)     | 27e       | 16.26,4 (+1.22,4)                                   |
| Guidina Dal Sasso                                                    | 10 km klassiek (v)    | 11e       | 31.16,7 (+1.08,4)                                   |
| Guidina Dal Sasso                                                    | 20 km vrije stijl (v) | 19e       | 59.40,4 (+3.46,8)                                   |
| Elena Desderi                                                        | 20 km vrije stijl (v) | 36e       | 1:02.54,8 (+7.01,2)                                 |
| Manuela Di Centa                                                     | 5 km klassiek (v)     | 18e       | 15.57,2 (+53,2)                                     |
| Manuela Di Centa                                                     | 10 km klassiek (v)    | 20e       | 31.50,2 (+1.41,9)                                   |
| Manuela Di Centa                                                     | 20 km vrije stijl (v) | 6e        | 57.55,2 (+2.01,6)                                   |
| Bice Vanzetta                                                        | 10 km klassiek (v)    | 17e       | 31.34,5 (+1.26,2)                                   |
| Team Clara Angerer Guidina Dal Sasso Elena Desderi Stefania Belmondo | 4x5 km estafette (v)  | 10e       | 1:04.23,6 (+4.32,5) 17.02,6 15.31,2 16.46,7 15.03,1 |

### Rodelen
| Olympiër                         | Discipline | Resultaat | Prestatie                                             |
| -------------------------------- | ---------- | --------- | ----------------------------------------------------- |
| Hansjörg Raffl                   | mannen     | 8e        | 3.07,525 (+1,977) (46,590 / 46,971 / 46,893 / 47,071) |
| Paul Hildgartner                 | mannen     | 10e       | 3.07,696 (+2,148) (46,844 / 46,854 / 46,764 / 47,234) |
| Kurt Brugger                     | mannen     | 15e       | 3.08,621 (+3,073) (47,084 / 47,362 / 47,045 / 47,130) |
| Veronika Oberhuber               | vrouwen    | 13e       | 3.07,516 (+3,543) (46,720 / 46,963 / 47,118 / 46,715) |
| Gerda Weissensteiner             | vrouwen    | 14e       | 3.07,665 (+3,692) (46,814 / 47,183 / 46,908 / 46,760) |
| Maria Luise Rainer               | vrouwen    | 15e       | 3.08,145 (+4,172) (47,142 / 46,947 / 47,064 / 46,992) |
| Kurt Brugger Wilfried Huber      | dubbel     | 7e        | 1.32,553 (+0,613) (46,125 / 46,428)                   |
| Bernhard Kammerer Walter Brunner | dubbel     | 9e        | 1.33,171 (+1,231) (46,381 / 46,790)                   |

### Schaatsen
| Olympiër       | Discipline   | Resultaat | Prestatie         |
| -------------- | ------------ | --------- | ----------------- |
| Bruno Milesi   | 5000 m (m)   | 15e       | 6.54,93 (+10,30)  |
| Bruno Milesi   | 10.000 m (m) | 13e       | 14.23,84 (+35,64) |
| Roberto Sighel | 5000 m (m)   | 11e       | 6.53,04 (+8,41)   |
| Roberto Sighel | 10.000 m (m) | 7e        | 14.13,60 (+25,40) |
|                |              |           |                   |
| Elena Belci    | 3000 m (v)   | 13e       | 4.27,21 (+15,27)  |
| Elena Belci    | 5000 m (v)   | 12e       | 7.37,23 (+23,10)  |

### Schansspringen
| Olympiër         | Discipline                   | Resultaat | Prestatie                                         |
| ---------------- | ---------------------------- | --------- | ------------------------------------------------- |
| Virginio Lunardi | normale schans (m)           | 50e       | 162,2 punten 82,4 p. (75,5 m) + 79,8 p. (74,5 m)  |
| Virginio Lunardi | grote schans individueel (m) | 45e       | 150,9 punten 85,4 p. (100,0 m) + 65,5 p. (89,0 m) |
| Sandro Sambugaro | normale schans (m)           | 46e       | 165,5 punten 77,0 p. (74,0 m) + 88,5 p. (79,0 m)  |
| Sandro Sambugaro | grote schans individueel (m) | 39e       | 161,6 punten 85,4 p. (100,0 m) + 76,2 p. (94,5 m) |

Amerikaanse Maagdeneilanden · Andorra · Argentinië · Australië · België · Bolivia · Bondsrepubliek Duitsland · Bulgarije · Canada · Chili · China · Chinees Taipei · Costa Rica · Cyprus · Denemarken · Duitse Democratische Republiek · Fiji · Filipijnen · Finland · Frankrijk · Griekenland · Groot-Brittannië · Guam · Guatemala · Hongarije · IJsland · India · Italië · Jamaica · Japan · Joegoslavië · Libanon · Liechtenstein · Luxemburg · Marokko · Mexico · Monaco · Mongolië · Nederland · Nederlandse Antillen · Nieuw-Zeeland · Noord-Korea · Noorwegen · Oostenrijk · Polen · Portugal · Puerto Rico · Roemenië · San Marino · Sovjet-Unie · Spanje · Tsjecho-Slowakije · Turkije · Verenigde Staten · Zuid-Korea · Zweden · Zwitserland